# Karl Toko Ekambi
Karl Brillant Toko Ekambi (født 14. september 1992) er en fransk-camerounsk professionel fodboldspiller, som spiller for Saudi Pro League-klubben Al-Ettifaq og Camerouns landshold.

## Klubkarriere

### Paris FC og Sochaux
Toko Ekambi begyndte sin karriere hos Paris FC, som på tidspunktet spillede i den tredjebedste franske række. Han skiftede i Juni 2014 til Ligue 2-klubben FC Sochaux.

### Angers
Toko Ekambi skiftede i juni 2016 til Ligue 1-klubben Angers SCO. I hans anden sæsonen med Angers, 2017-18, havde han sin hidtil bedste sæson, da han scorede 17 sæsonmål i ligaen.

### Villarreal
Toko Ekambi skiftede i juni 2018 til spanske Villarreal.

### Lyon
Toko Ekambi skiftede i januar 2020 til Olympique Lyon på en lejeaftale. Efter at have imponeret på lån, blev aftalen gjort permanent i juni 2020.

#### Leje til Rennais
Toko Ekambi skiftede i januar 2023 til Stade Rennais på en lejeaftale.

### Abha Club
Toko Ekambi skiftede i august 2023 til saudiarabsike Abha Club.

### Al-Ettifaq
Toko Ekambi skiftede i januar 2024 til Al-Ettifaq.

## Landsholdskarriere
Født, i Frankrig, Toko Ekambi spiller for Camerouns landshold, som han debuterede for den 6. juni 2015.
Toko Ekambi var med til at vinde Africa Cup of Nations 2017. Han var også del af Camerouns Africa Cup of Nations trupper i 2019, 2021 og 2023. Han var også del af Camerouns trup til Confederations Cup 2017, og til VM 2022.

## Privat
Toko Ekambi er født i Frankrig til forældre fra Cameroun.

## Titler
Cameroun
- Africa Cup of Nations: 1 (2017)

Individuelle
- Ligue 2 Årets hold: 1 (2014–15)